# فالج
فالج (عبری:פָּלֶג/פֶּלֶג به معنی شکاف) از شخصیت‌های اساطیر سامی، یکی از دو پسر عابر از نوادگان سام و از نیاکان عبرانیان است. در زمان او در زمین جدایی و شکاف برقرار گشت و زبان‌های گوناگونی بین مردم به وجود آمد. نام او در کتاب یوبیل نیز ذکر گشته‌است. فالج در دویست و سی و نه سالگی درگذشت.